# Henge von Castle Dykes

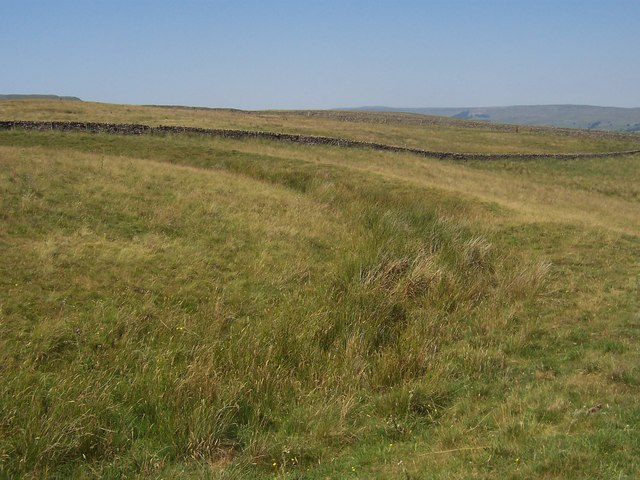
Henge von Castle Dykes

Das Henge von Castle Dykes ist ein neolithisches Henge der Klasse I, südwestlich vom Weiler Aysgarth, bei Darlington im Yorkshire Dales Nationalpark in North Yorkshire in England. 
Das Henge besteht aus einem ungefähr runden Wall mit etwa 80 m Durchmesser und einem inneren Graben. 

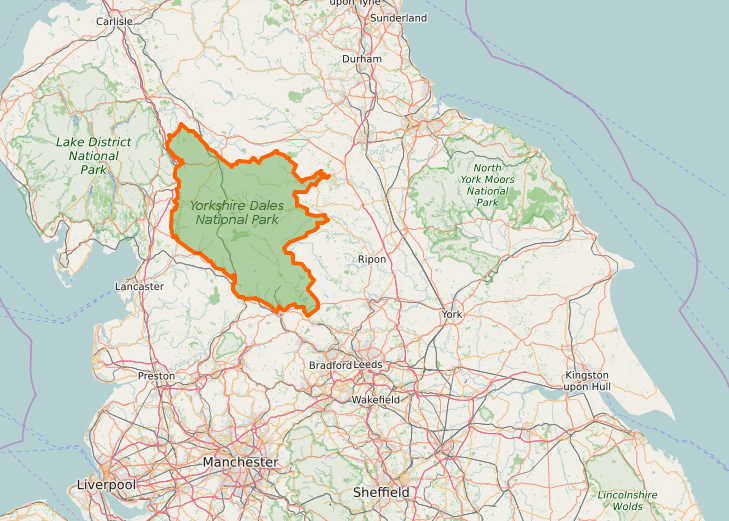
Karte des Nationalparks

Es wird berichtet, dass 1908 Ausgrabungen stattfanden, obwohl es kaum physische Belege dafür gibt, da das Henge intakt zu sein scheint. J. Barrett der Castle Dyke 1929 erstmals als Disc barrow erwähnte, führte 32 Jahre später das Henge von Yarnbury in die archäologische Literatur ein. Im Jahr 2015 vergab das Royal Archaeological Institute ein Forschungsstipendium für eine Untersuchung der Fundstelle und eine paläoökologische Probenahme. 